# Szyszkolubka kolczasta
Szyszkolubka kolczasta (Auriscalpium vulgare Gray) – gatunek grzybów z rodziny szyszkogłówkowatych (Auriscalpiaceae).

## Systematyka i nazewnictwo
Pozycja w klasyfikacji według Index Fungorum: Auriscalpium, Auriscalpiaceae, Russulales, Incertae sedis, Agaricomycetes, Agaricomycotina, Basidiomycota, Fungi.
Synonimy naukowe:

- Auriscalpium auriscalpium (L.) Banker 1906
- Auriscalpium auriscalpium (L.) Kuntze 1898
- Auriscalpium fechtneri (Velen.) Nikol. 1964
- Hydnum atrotomentosum Schwalb 1891
- Hydnum auriscalpium L. 1753
- Hydnum fechtneri Velen. 1922
- Leptodon auriscalpium (L.) Quél. 1886
- Pleurodon auriscalpium (L.) P. Karst. 1881
- Pleurodon fechtneri (Velen.) Cejp 1928
- Scutiger auriscalpium (L.) Paulet 1812

Nazwę polską podał Władysław Wojewoda w 2003 r., dawniej w polskim piśmiennictwie mykologicznym gatunek ten opisywany był pod nazwami: szyszkogłówka kolczasta, kolczak połówkowy, kolczak łyżkowaty.

## Morfologia
Kapelusz
Średnica do 5 cm, kształt spłaszczony, nerkowaty lub półkolisty. Jest owłosiony lub filcowaty i lekko strefowany. Brzeg kapelusza jaśniejszy. Kolor szarobrązowy do czarnego Okazy, które przezimowały, mają dość niepozorne zabarwienie czarnobrązowe i często są pokryte zielenicami.
Trzon
Boczny lub ekscentryczny o długości do ok. 8 cm. Czasami rozgałęziony o barwie brązowoczarnej, owłosiony, cienki.
Kolce
Do 3 mm długości, jasne po krótkim czasie szarobrązowe, kończące się na trzonie.
Miąższ
Od szarobrązowego do białawego, łykowatoelastyczny, bez wyraźnego zapachu.
Wysyp zarodników
Biały, amyloidalny. Zarodniki eliptyczne lub jajowato-kuliste, brodawkowate, bezbarwne, o średnicy 4–5,5 × 4–4,5 µm.

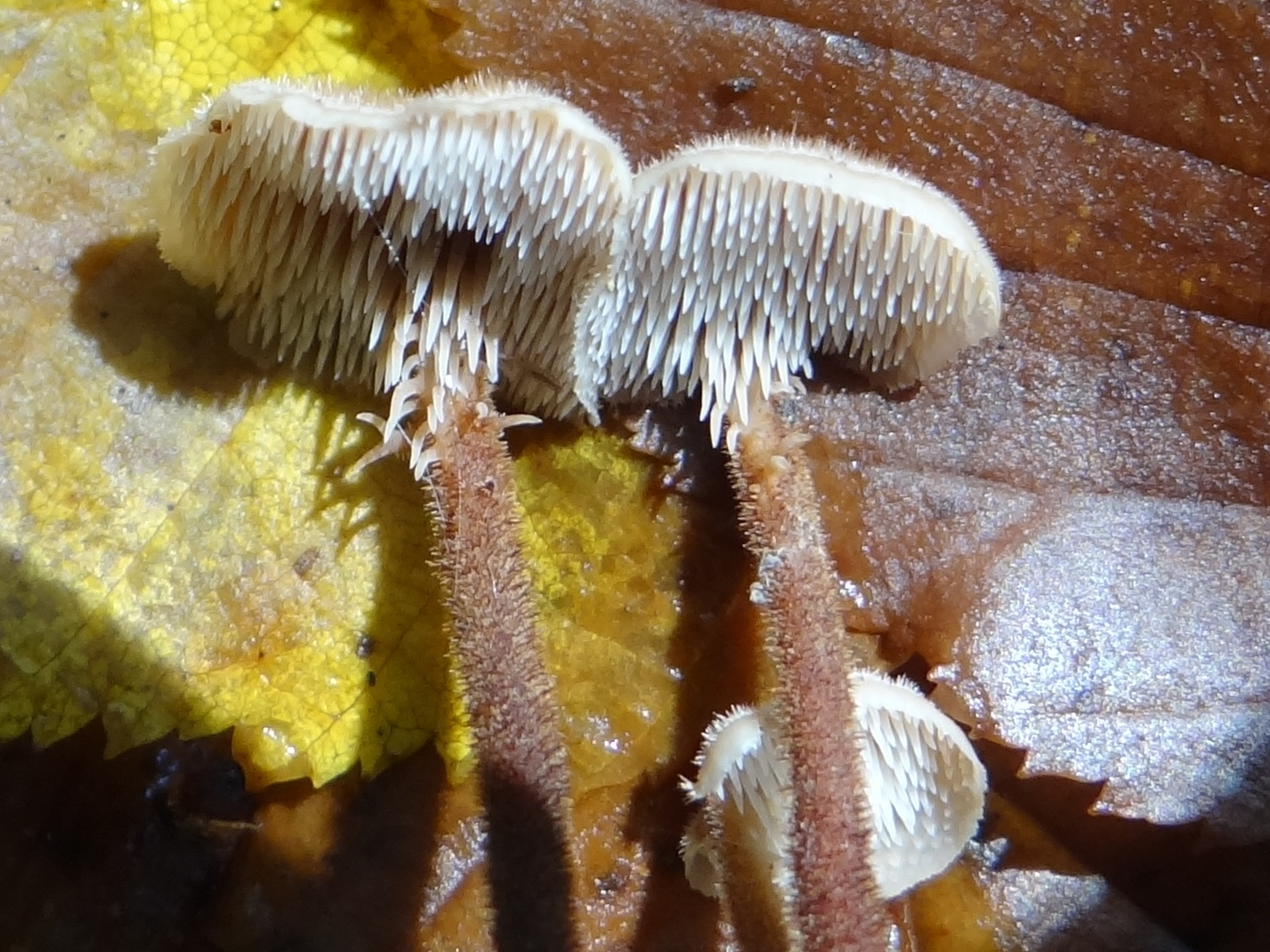
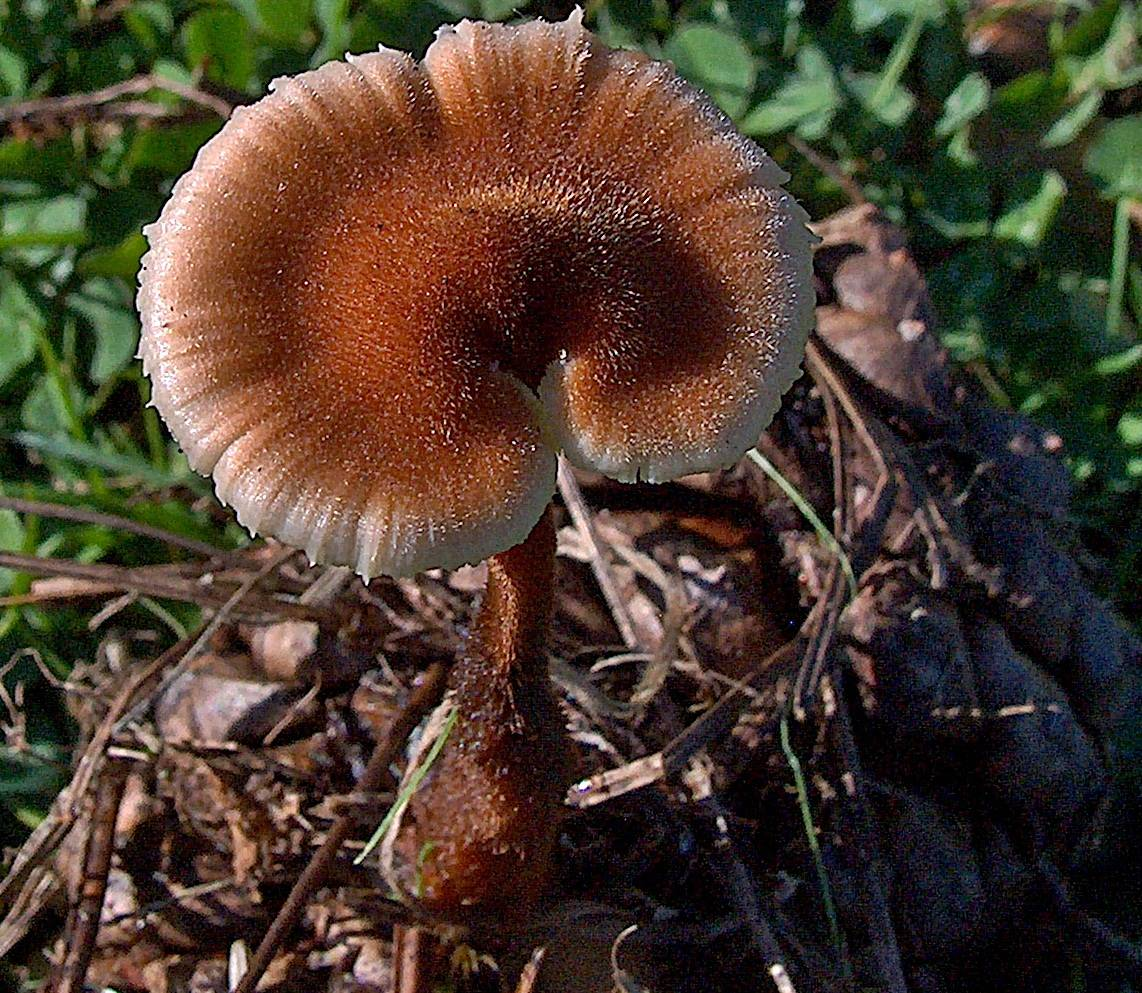
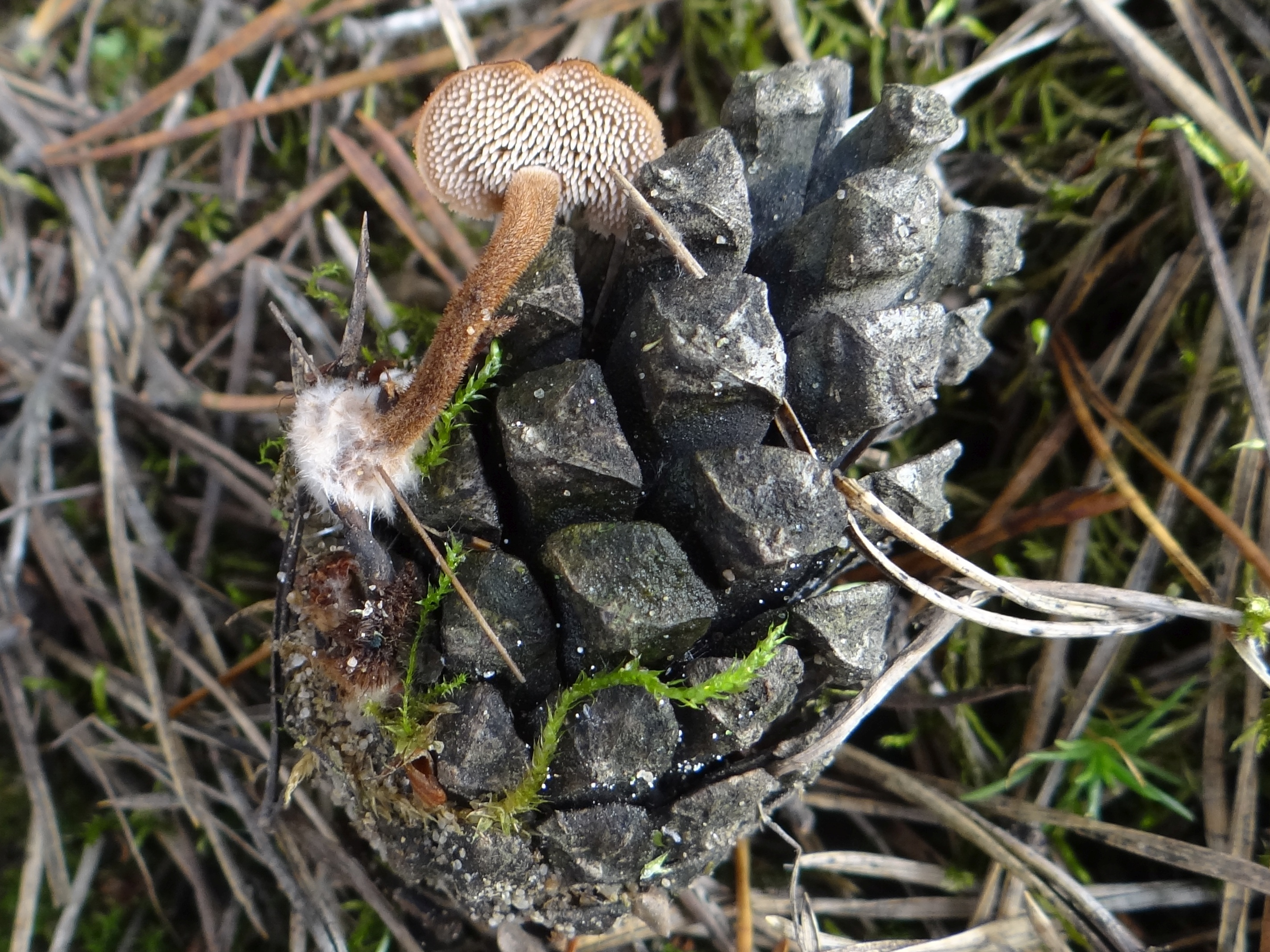
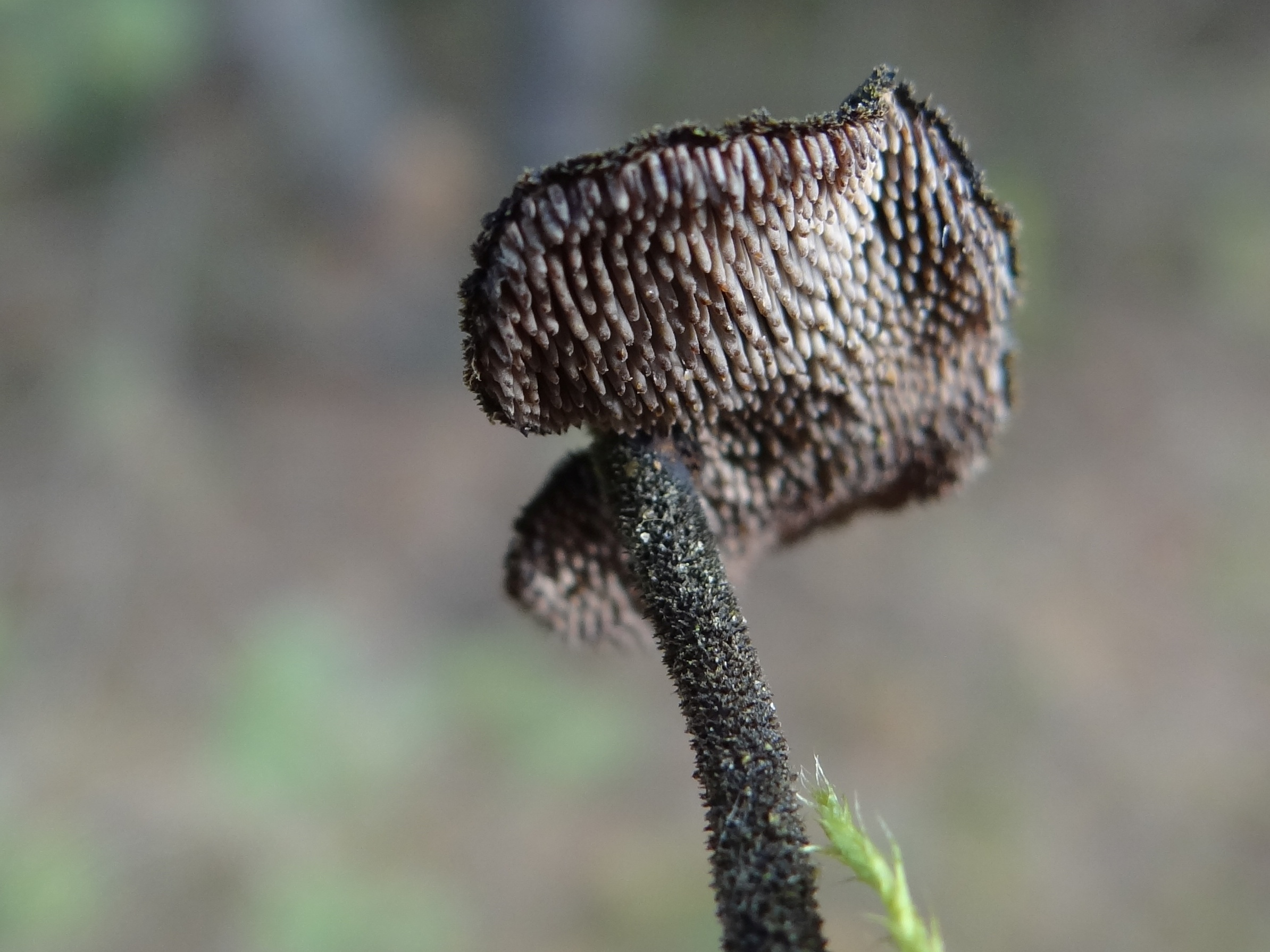

## Występowanie i siedlisko
Gatunek szeroko rozprzestrzeniony w Ameryce Północnej i Środkowej, Europie i w Azji, na obszarach o klimacie umiarkowanym. W Polsce owocniki pojawiają się od stycznia do grudnia, w borach sosnowych i mieszanych. Rośnie niemal wyłącznie na opadłych szyszkach sosny, szczególnie tych, które są przynajmniej częściowo zagrzebane w ziemi. Rzadko tylko można ją znaleźć na szyszkach świerka. Gatunek występujący powszechnie, jednak ze względu na swoje niewielkie rozmiary niezbyt często dostrzegany. Starsze owocniki gniją i ciemnieją, ale powoli (przez wiele miesięcy) tak, że są widoczne na szyszkach przez całą zimę (czasami nawet zimują).
Zawiązki owocników pojawiają się między łuskami szyszek i potrzebują 9 do 35 dni, aby osiągnąć swój ostateczny wzrost. Ich rdzeń zbudowany jest z cienkościennych strzępek generatywnych i otoczony przez zewnętrzną warstwę strzępek szkieletowych. Niedojrzałe owocniki są białe i delikatne, ale stopniowo stają się brązowe, jak starsze. Dojrzałe owocniki żyją co najmniej 9 dni, produkcja zarodników zaczyna się w ciągu 48-72 godzin od początku wzrostu kapelusza. W sprzyjających warunkach dużej dostępności wody i wilgoci, mogą być wytwarzane dodatkowe owocniki, tak, że powstaje rozgałęziony trzon. Duży wpływ na rozwój owocników ma również światło; zarówno bezpośrednie oświetlenie słoneczne, jak i całkowita ciemność hamują wzrost owocników.

## Znaczenie
Saprotrof, grzyb niejadalny.